# یواس‌اس موهیکان (۱۸۸۳)
یواس‌اس موهیکان (۱۸۸۳) (به انگلیسی: USS Mohican (1883)) یک کشتی بود که طول آن ۲۱۶ فوت (۶۶ متر) بود. این کشتی در سال ۱۸۸۳ ساخته شد.